# 豊地城
豊地城（といちじょう）は、兵庫県小野市中谷町にあった日本の城（平城）。小野市の北東部にあり、加東市に隣接している位置に中谷町がある。吉田新庄の中央に位置し、東条川沿いに街道があり豊地城は街道筋にあたり、三木城にも抜けることができる。豊地が拾市とも表記されるため、中世初期に十日市がたっていた要衝と考えられている。

## 沿革
南北朝時代に、金谷経氏は丹生山城と東条城を拠点に衆徒や南朝方の兵や率いて戦った。延元元年/建武3年（1336年）に北朝方に東条城が焼き払われている。「東条城はおそらく豊地城の前身であろう」とされている。
赤松満祐が起こした嘉吉の乱の時の城主は不明である。嘉吉の乱の後、赤松氏に代わり播磨守護は山名宗全が任じられたが、東播磨の明石郡、三木郡、加東郡三郡は赤松氏庶流の赤松満政が代官として入った。しかし、満政が赤松氏残党と結託し反乱し滅ぼされると、三郡も宗全の支配下に移った。
依藤則忠は後に豊地城の城主となるが、南朝討ち入りに参画し赤松政則を支える武将の1人であった。応仁の乱では東軍に就いた赤松政則が守護に任じられ、応仁の乱後に依藤則忠が豊地城含む東条地域を収めていたと考えられている。
文明15年（1483年）の冬、政則は真弓峠にて山名政豊に大敗した。翌16年（1484年）、浦上則宗は京都から播磨に下向し、東条城に浦上氏、小寺氏、中村氏、明石氏、依藤氏ら赤松家臣団を集結させ、政則を追放した。国人一揆である。
依藤氏は政則に従い、同年中に山名氏と戦いになったが敗れ、東条城を放棄し摂津神呪寺に逃れた。後に政則と家臣団は和睦し、文明17年（1485年）に政則は播磨に帰国し、依藤氏も同年3月に東条城を奪還した。
その後、東播磨においては別所氏が台頭し、依藤氏と抗争するようになった。

### 依藤城の戦い
享禄3年（1530年）5月15日、堺公方の重鎮である柳本賢治は別所氏の要請を受けて京を出立、小寺氏、別所氏の軍と合流し「依藤城」を攻城した。
この依藤城がどこの城であったのか、『小野市史』によれば「豊地城もしくは東条町の小沢城が比定される。依藤氏が一ヶ月半もの間柳本勢を引き受けて抗戦したことを考えれば、平地居館である豊地城よりも比高40メートルほどの尾根先端の独立峰上に築かれた小沢城の可能性の方が高いかもしれない」とし、依藤城とは豊地城と小沢城のいずれかが比定され、その中でも小沢城の可能性が高いとしている。一方、「西方2.5kmの小田城、北東2kmの小沢城とともにこれら支城を有効に利用し、一か月半にわたって抗戦することができた」としており、小田城と小沢城との連係した働きによってしのぐことができたとし『小野市史』とは別の見解もある。
いずれにしても依藤氏との戦いは一ヶ月半に及んだ。ところが同年6月29日の夜、酒に酔っていた柳本賢治は殺害されてしまった。この時の様子を『二水記』によると、殺害したのは大和山伏の「浄春」坊と記している。浄春は夜陰に乗じて賢治の陣所に忍び入り賢治を刺殺、陣所から脱出に成功した。これを命じたのは浦上村宗の被官中村助三郎であった。総大将を失った柳本軍に依藤軍が襲いかかり百余人が討たれ、柳本軍は退却した。この時の功労者である浄春、中村助三郎に細川高国と村宗から感状が与えられている。

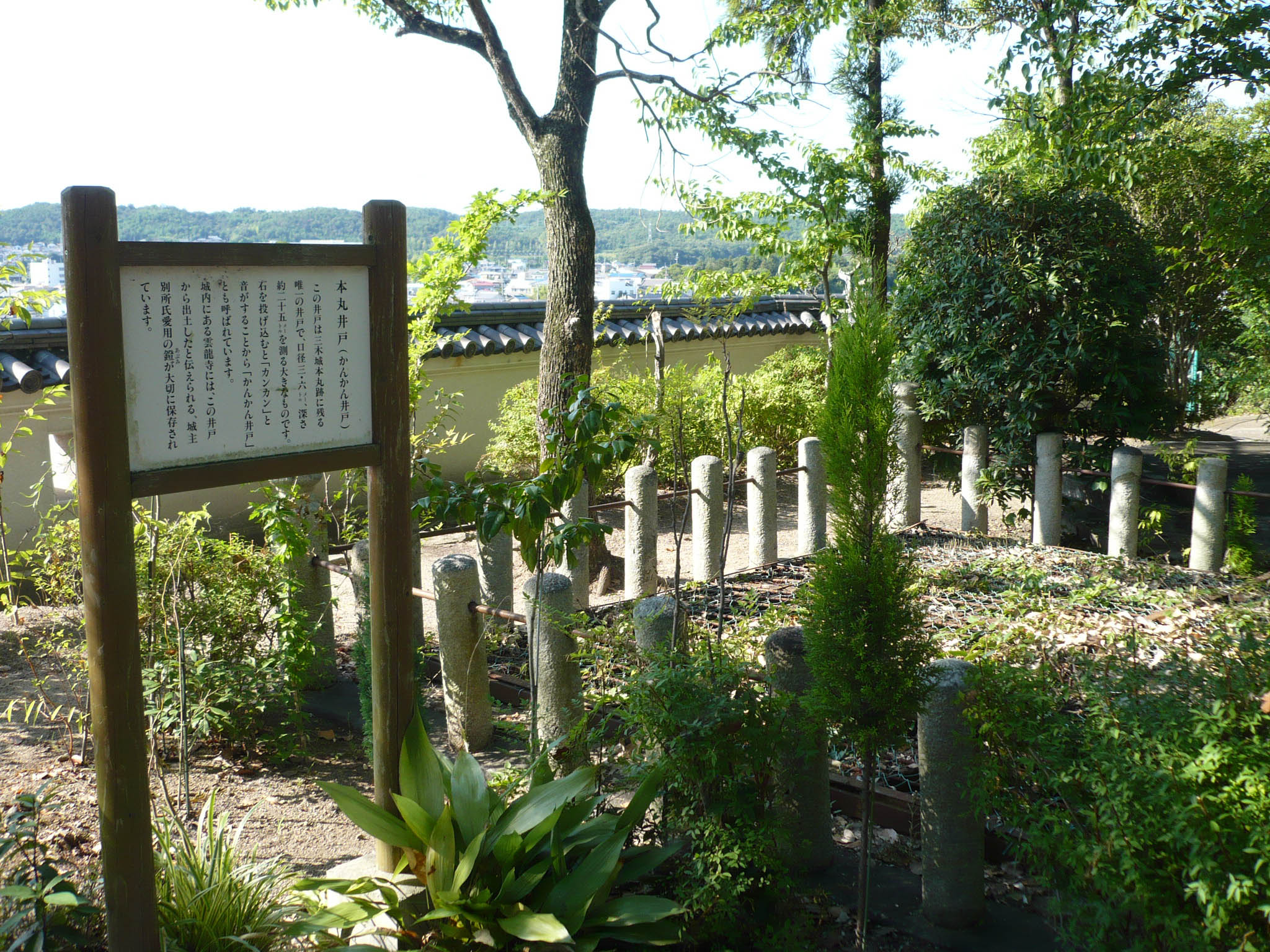
三木城の本丸井戸跡

村宗は依藤城の戦いの最中に小寺氏、別所氏、在田氏の居城を攻め、それに伴って高国も7月6日に備前を出立、高砂に着陣、7月27日に御着城が落城し小寺政隆も戦死、別所就治も敗北し三木城から逃走した。
しかし、大物崩れで高国と村宗が敗死すると、別所就治の勢力が盛り返し、相対的に依藤氏を圧迫した。「今度依藤牢人抱申付而」（『清水寺文書』）とあり「依藤氏はこの頃、別所氏に滅ぼされたものらしい」とされている。
その後永禄年間には別所氏の一族の別所重宗が城主となっていた。「主郭は織田氏の技術援助を受け、天正の初めに再改修された可能性がある」しと、天正の初期に織田信長の築城技術を取り入れたとしている。これは三木城の別所氏共々、重宗も信長から優遇されていた可能性が示唆されている。
天正6年（1578年）に三木合戦が勃発すると、重宗は三木城主の甥別所長治と兄の吉親ら別所氏と対立し羽柴秀吉に加担する。2年後の天正8年（1580年）に三木合戦が終結、長治と吉親らが自殺すると、同年6月に秀吉から播磨8城の破城令が下り豊地城も破却された。破城を実施したのは一柳氏であった。

## 城郭

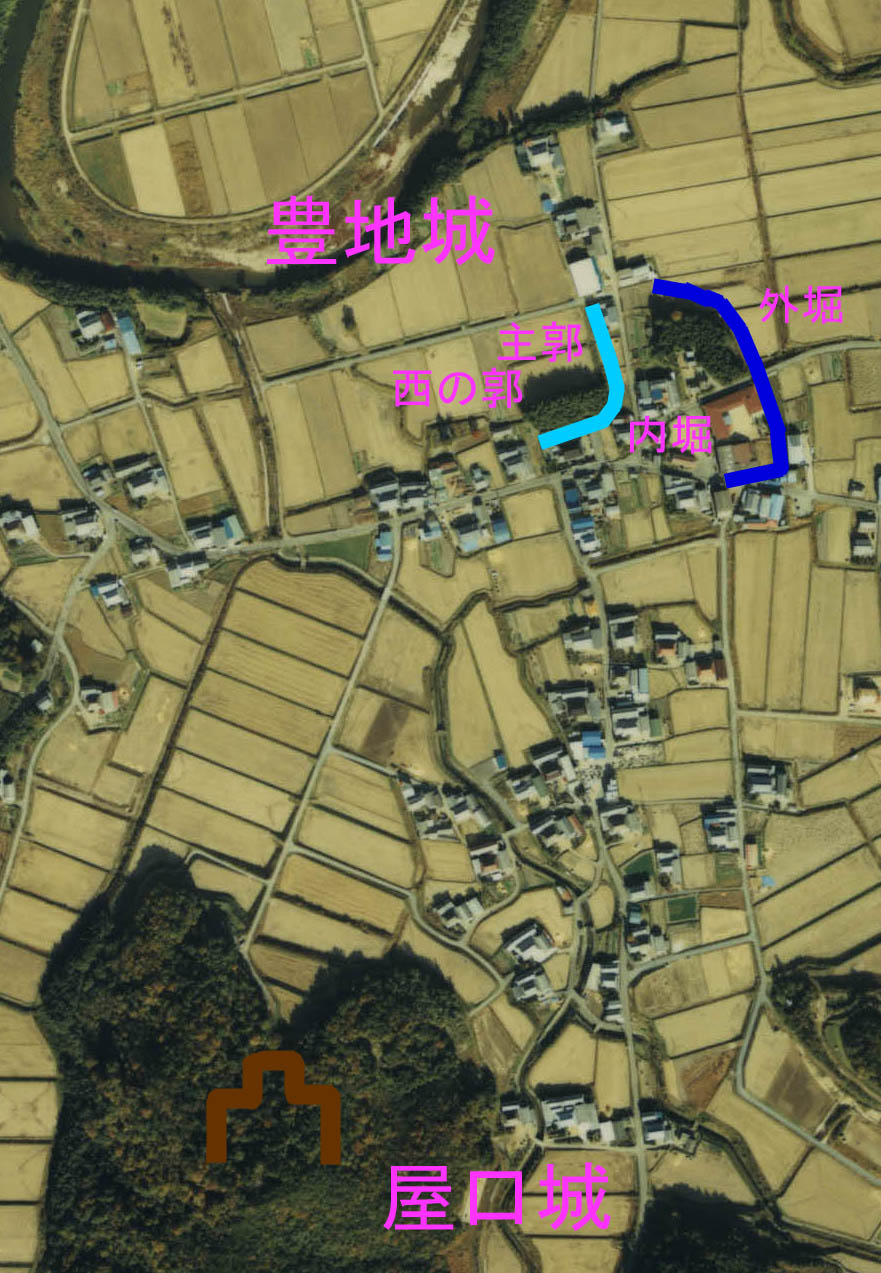
豊地城と周辺地域の空中写真/

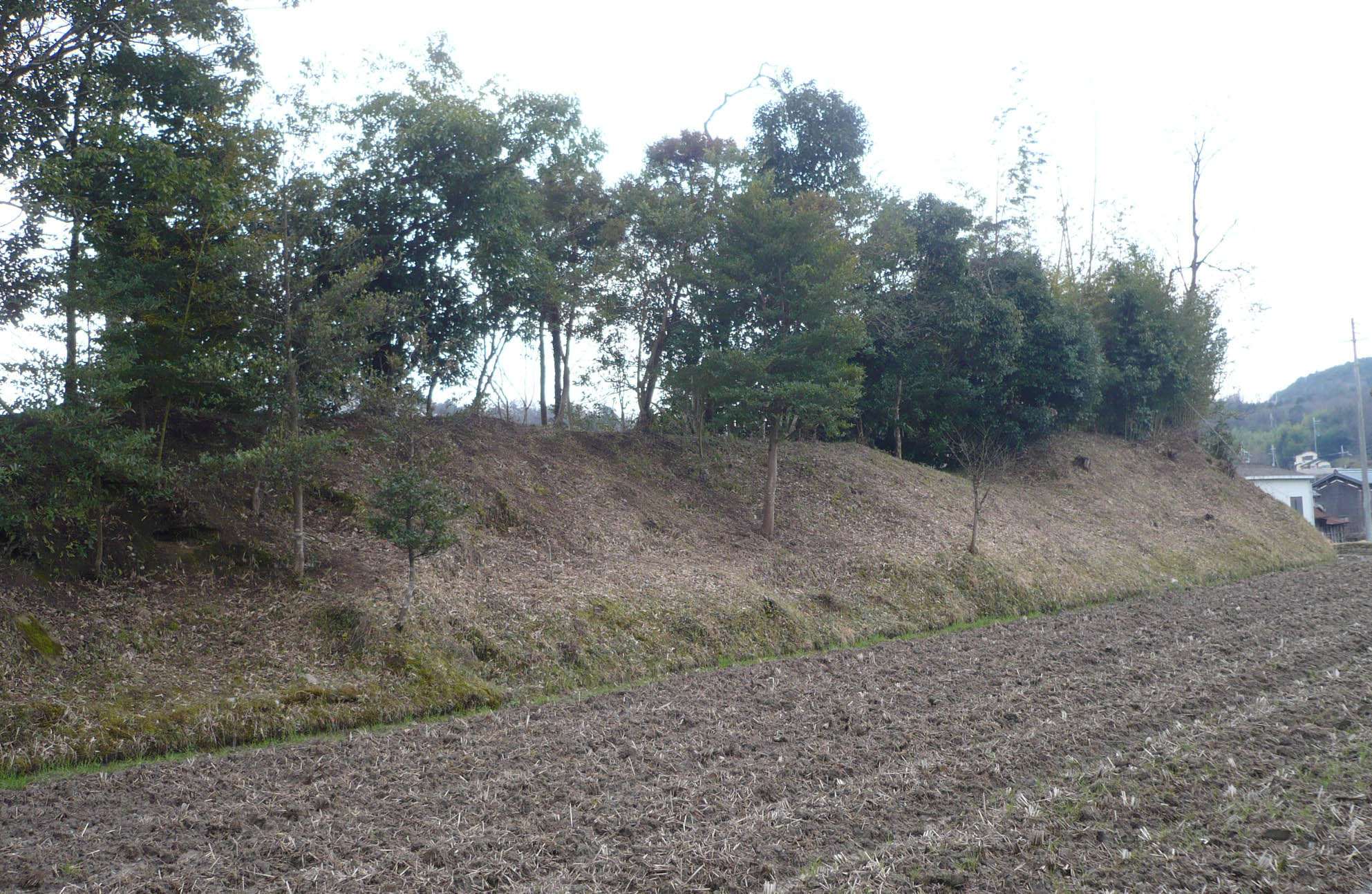
豊地城主郭南に位置する土塁

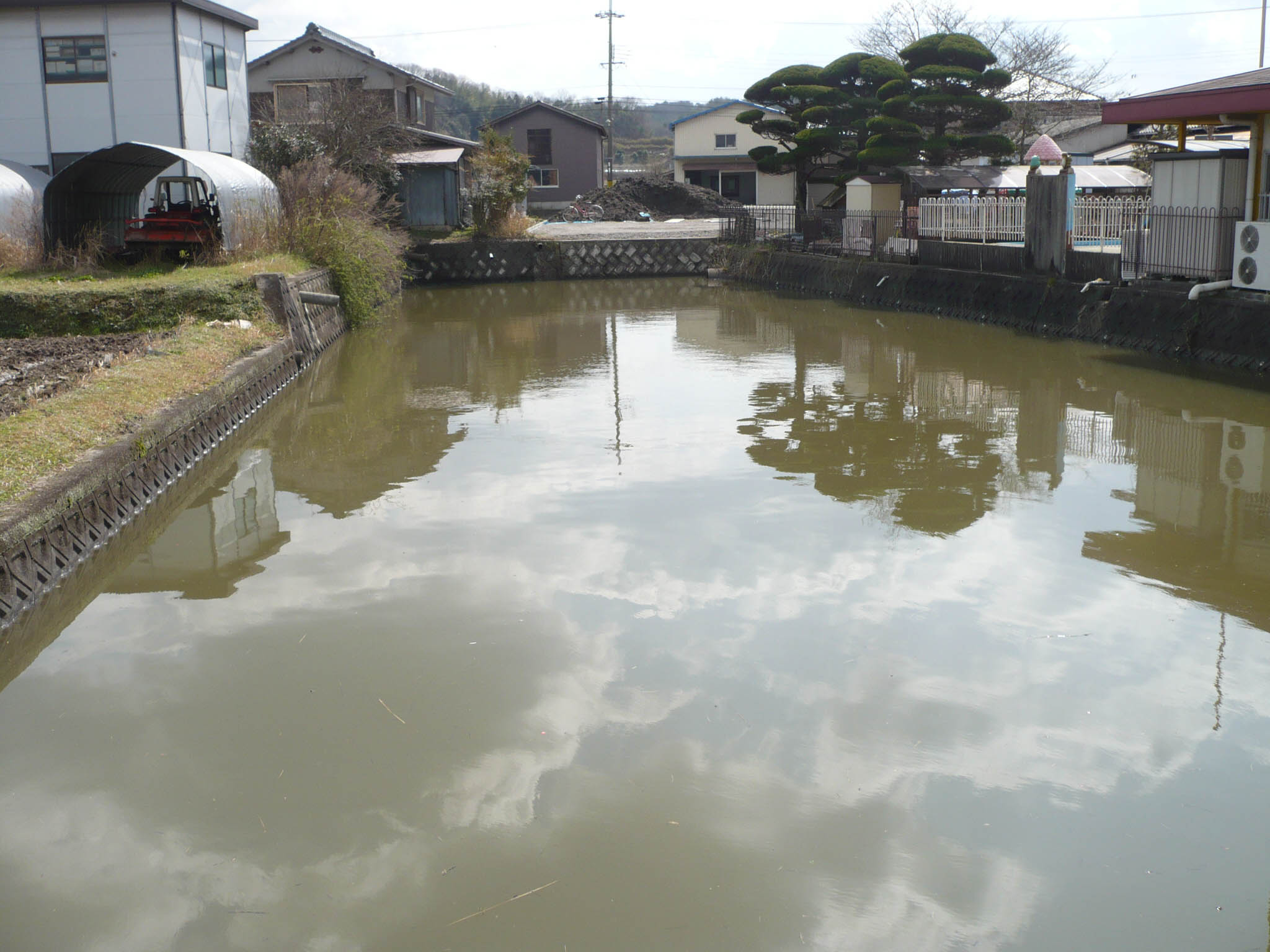
外堀跡

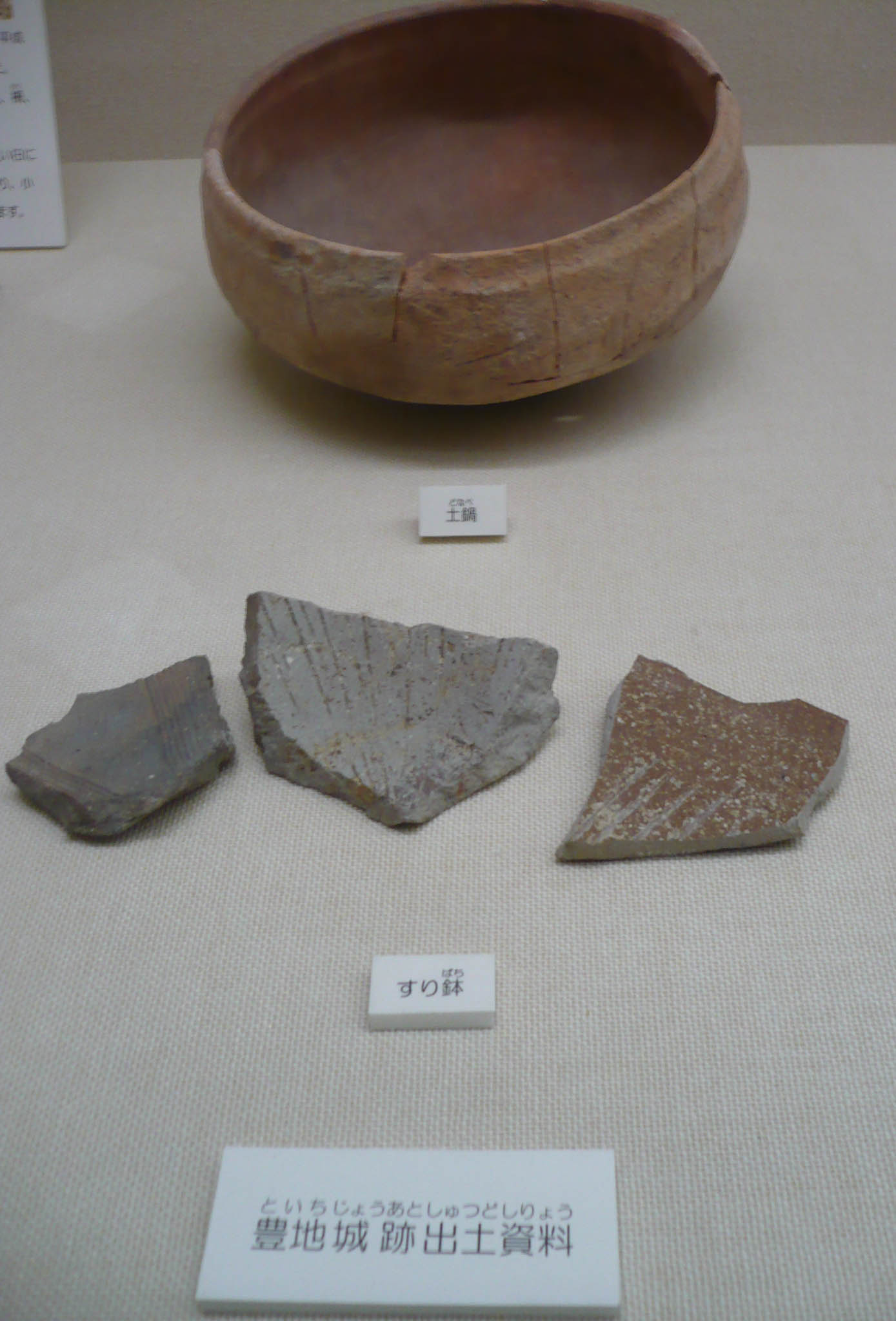
豊地城の出土物/小野市立好古館蔵

豊地城の城域は、東西約400m、南北約200mを有している。東側を大畑川、西側の中谷川、北側を東条川の三方を川によって区切られた要害の地であった。東条川の南岸の河岸段丘に位置し、標高は70m、東条川からの比高は8mにある。本主郭（60m×70m）の南側には、基底部幅11m、高さ5m、長さ50mの土塁が残っている。これは東南600mに位置する屋口城から見透かされないための配慮であり、土塁を限りなく高くしたと考えられる。この土塁から東100mの地点にみやみ保育園の東側にため池がある。もともと南側でL字に折れて西に向いていた。外堀を改修したため池で南側の防御ラインとなっていた。昭和55年（1980年）から56年（1981年）の期間、兵庫県教育委員会と小野市教育委員会の共同で2回にわたって発掘調査を行った。この時に溝、柱穴、石敷などの遺構、埋甕、陶器片、軒丸、軒平瓦、丸瓦、平瓦、一石五輪塔などの遺物が出土した。またこの時の発掘調査では弥生土器なども多数出土しており、城郭としてだけではなく複合遺跡と考えられている。

### 2009年 - 2010年の発掘調査
平成21年（2009年）11月9日から22年（2010年）3月17日まで、神戸東線交通安全地区一括総合補助事業に伴う発掘調査が、兵庫県立考古博物館の手によって実施された。発掘調査によって、主郭を囲む幅12m、深さ2.5mの堀跡が発見され、その周囲からはコンテナにして70箱の天正年間の瓦が出土した。「量からすると城郭内の建物（櫓）に葺かれた瓦と推察される」とし、瓦葺建物が建っていたとしている。瓦葺建物は播磨国では事例が少なく、「三木城や置塩城などの有力城郭で使用されているのみ」とあり、三木城や置塩城との類似性があり「貴重な事例に加えることになった」とし豊地城も播磨国の重要城郭としての指摘がある。それ以外の兵庫県下の瓦葺建物として、御着城、伊丹城、端谷城がある。また今回の発掘調査で別所重宗時代の改修が小規模ではなく、堀や瓦葺建物を建てる本格的な修築であった事が判明した。これ以外にも西側の曲輪には幅5m、深さ1.5前後の堀が発掘され、堀の年代は依藤氏時代のものに別所重宗時代の改修の跡が見つかった。出土物としては、土師器皿、鍋、丹波焼甕、すり鉢、中国産染付、瓦、木製品で、時代は戦国時代のものである。

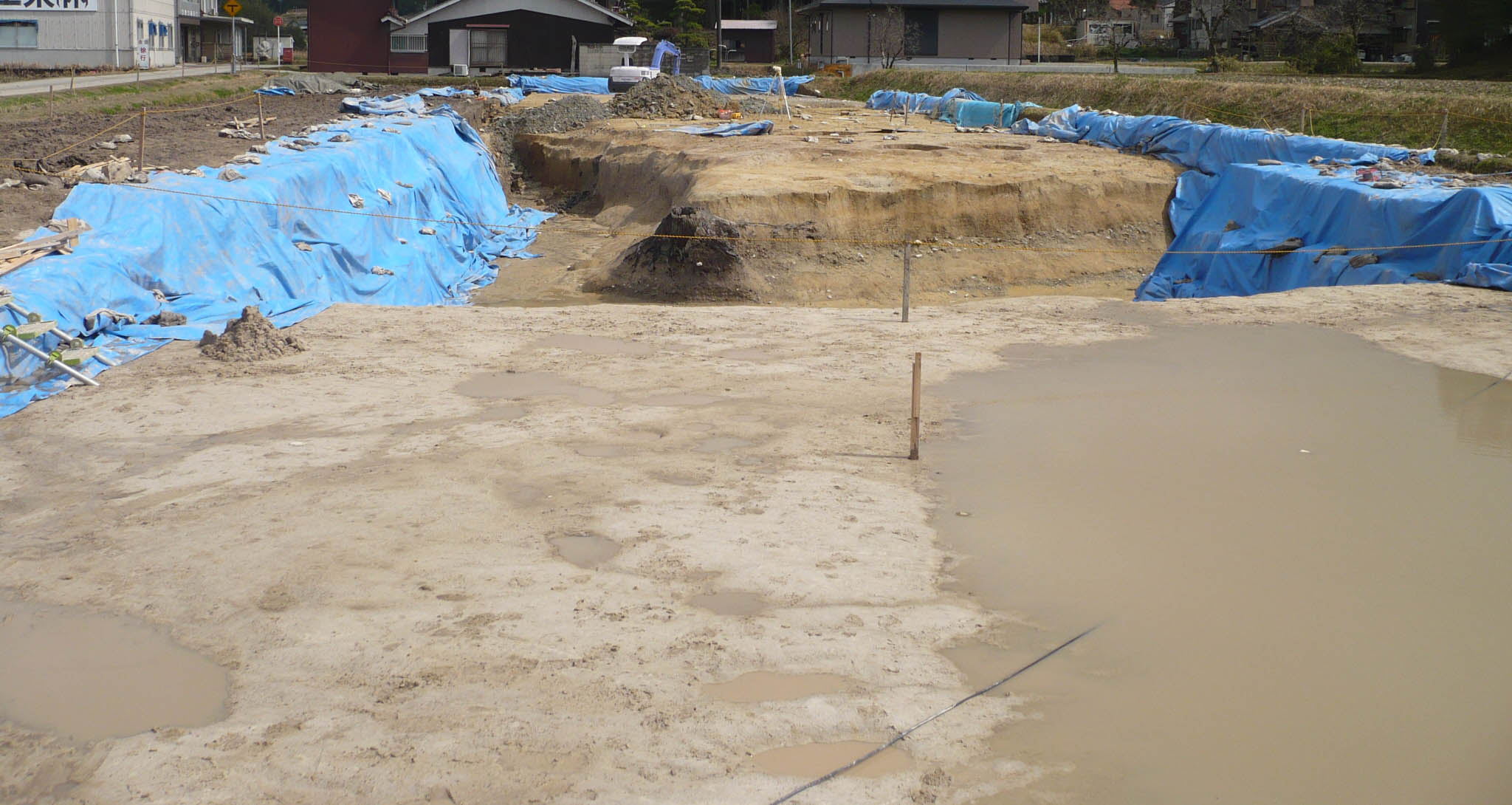
別所時代の堀跡（写真奥が主郭）
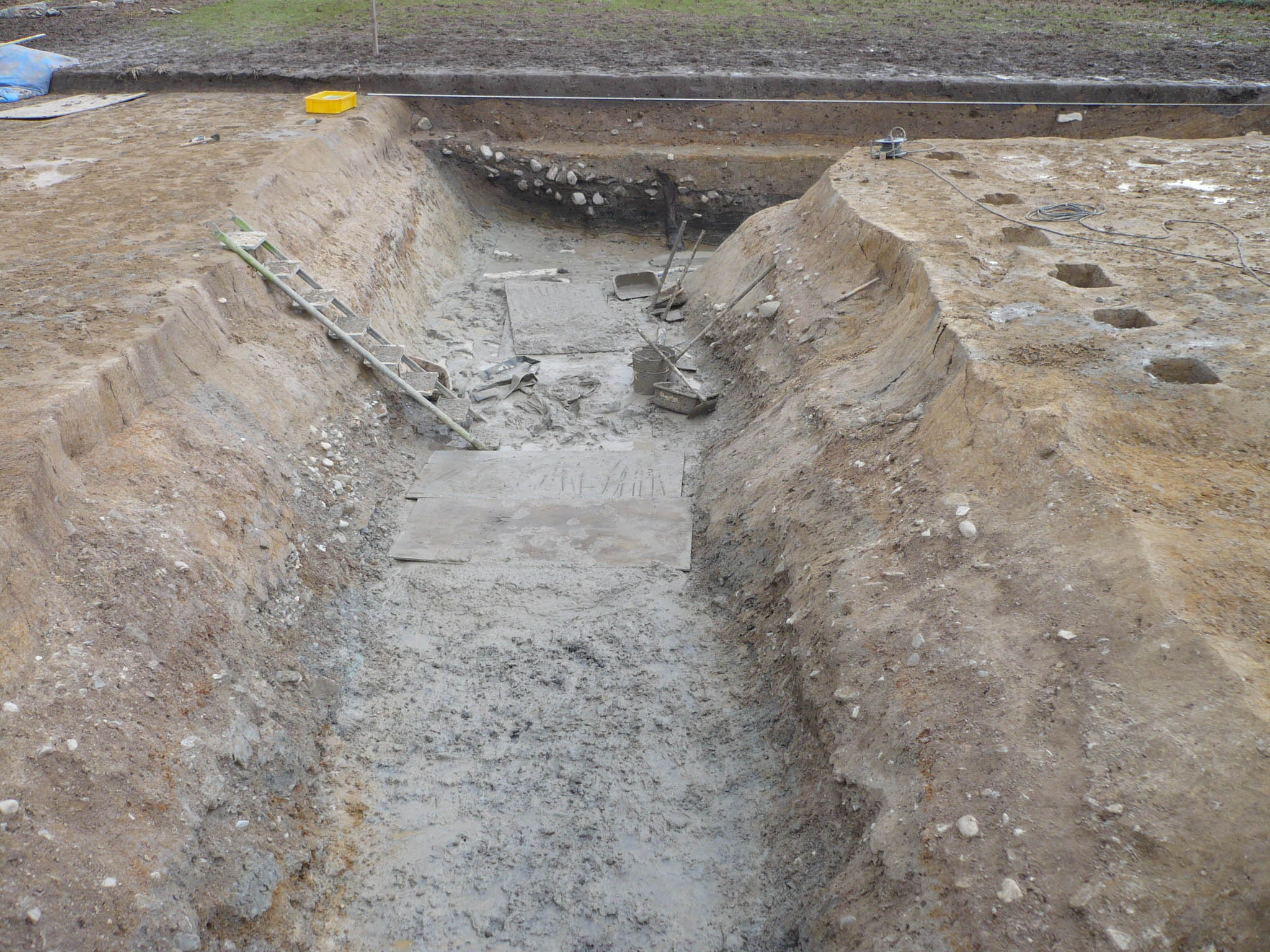
依藤氏時代の堀跡
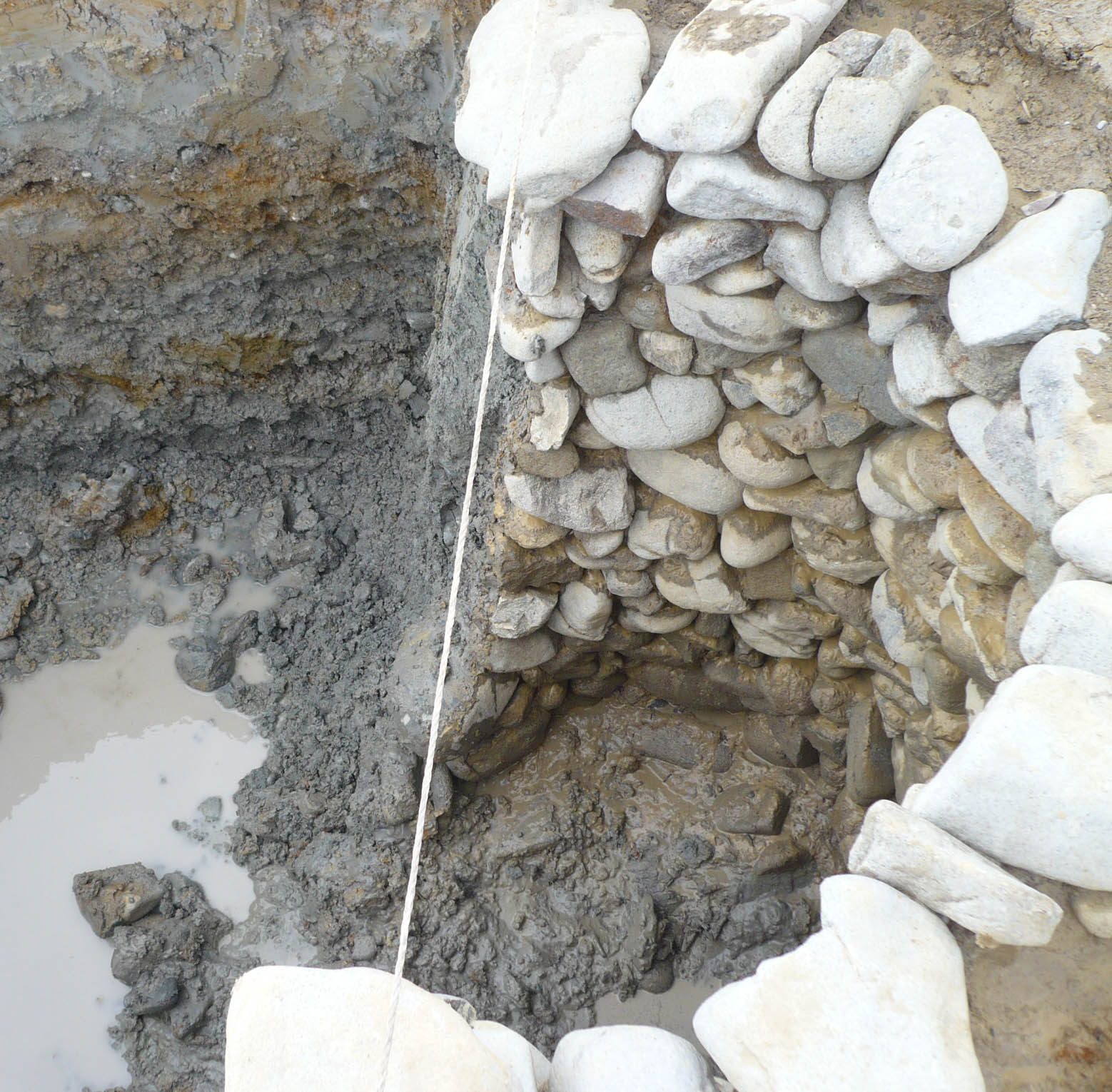
石組み井戸跡
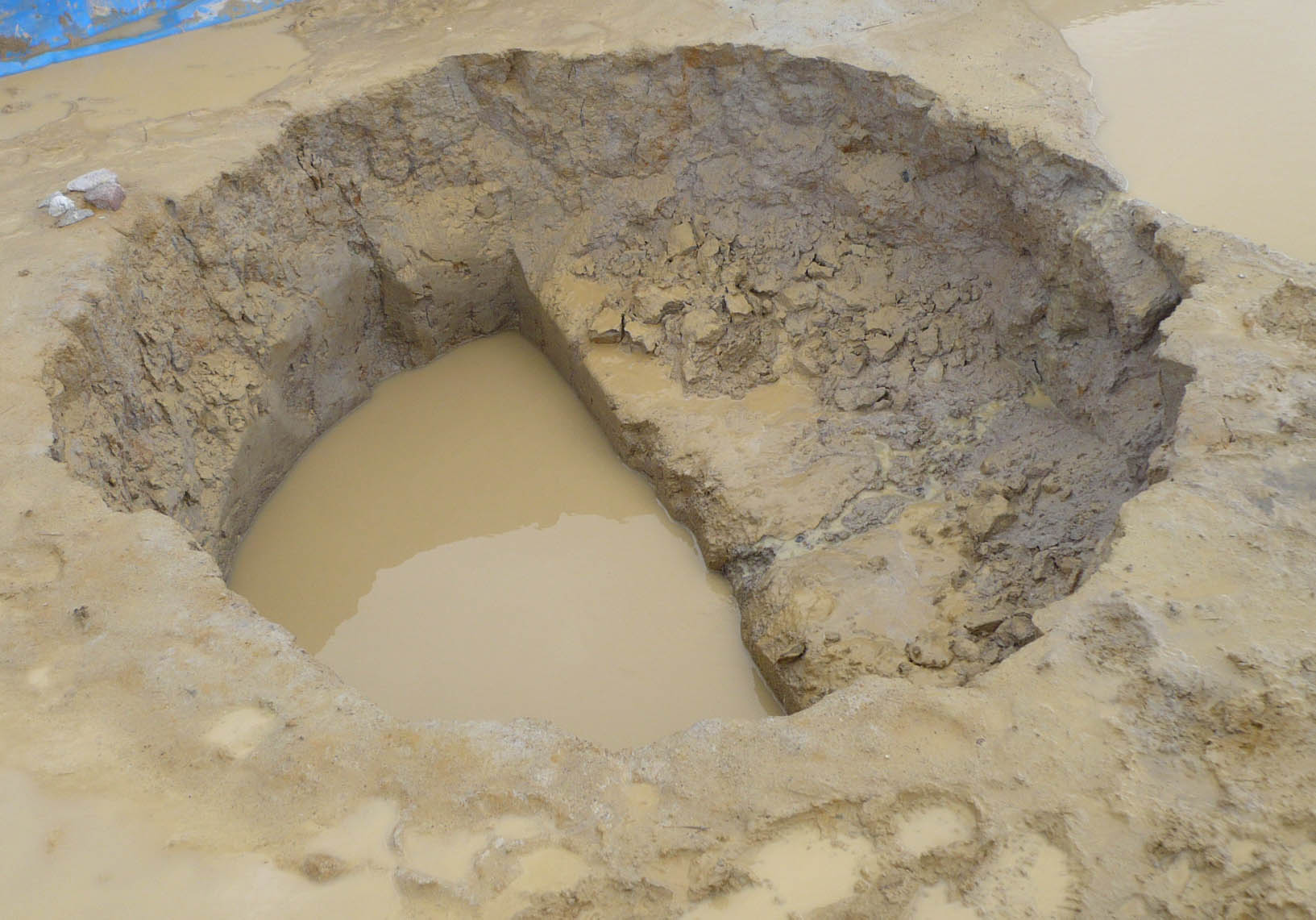
柱跡

### 支城
豊地城にはいくつか支城があったと考えられ、豊地城を拠点に防備を固めていた。
- 屋口城
- 土沢城
- 小沢城
- 小田城

## 城跡へのアクセス
- 車でのアクセス 
  - 中国自動車道ひょうご東条インターチェンジ→兵庫県道91号→兵庫県道75号→兵庫県道85号
  - 周辺に駐車場なし